# 阿尔巴尼亚空军
阿尔巴尼亚空军 （阿尔巴尼亚语：Forca Ajrore Shqiptare, FASH），是阿尔巴尼亚军队的空中力量。总部位于首都地拉那，现有2个空军基地，分别为Kuçova空军基地、地拉那空军基地。

## 總結
1914年，阿爾巴尼亞王國有望建立其第一支空軍－「皇家阿爾巴尼亞空軍」。最初，計劃部署三架洛納H型軍用水上飛機和三架洛納BI系列11型軍用偵察機，但第一次世界大戰使其計劃泡湯。戰後，隨著國家安全局勢的穩定，部署了四架信天翁C.XV/L.47型軍用偵察機和一架信天翁C.XV/L.47b型軍用教練機。然而，隨著1939年第二次世界大戰的爆發，這些飛機數量銳減，隨著與義大利的地面戰鬥爆發，這些飛機也損失殆盡，機組人員的進一步訓練也未能進行。儘管義大利最終投降，但戰後空軍訓練也暫停了一段時間。
1947年，阿爾巴尼亞正式加入華沙條約組織，成為社會主義國家。阿爾巴尼亞空軍於1951年4月24日正式成立。最初，它得到了蘇聯的支持。最初的機隊由22架飛機組成（12架雅克-9P「法蘭克」戰鬥機、4架「波-2騾子」輕型飛機、6架雅克-11「駝鹿」教練機）。
蘇聯的援助持續不斷，第一架噴射戰鬥機於1955年交付。中國和捷克斯洛伐克也加入進來，引進了飛機，並於1959年交付了第一架配備雷達的噴射戰鬥機。如果繼續維持這種發展速度，阿爾巴尼亞的空中力量將會增強，但1953年史達林去世後，外界對史達林的批評導致阿爾巴尼亞與蘇聯兩國關係緊張，阿爾巴尼亞於1961年與蘇聯斷絕外交關係。截至1961年外交關係結束，阿爾巴尼亞出口的飛機如下。所有飛機均為第一代飛機。
- 12架米格-19PM「農夫-E」截擊機
- 3架米格-19「農夫-A」前線戰鬥機
- 24架米格-15bis「農夫」前線戰鬥機
- 8架F-2「農夫」前線戰鬥機
- 1架伊爾-28「小獵犬」戰術轟炸機
- 4架米格-15UTI「侏儒」雙座教練機
- 4架FT-2「侏儒」雙座教練機
- 4架CS.102「侏儒」雙座教練機
- 18架雅克-18A Max教練機
- 4架雅克-18 Max教練機
- 2架VEB-14P「金環」貴賓運輸機
- 1架伊爾-14M「金環」部隊運輸機
- 1架Av.14T「金環」軍用運輸機
- 7架米-4A“獵犬-A”運輸直升機
- 3架米-1「野兔」多用途直升機

自1961年以來，阿爾巴尼亞與中國建立了牢固的關係。中國也曾與蘇聯保持密切聯繫。許多設備都是透過海運出口的。出口的飛機如下：
- 18架F-7B「魚罐」前線戰鬥機
- 12架F-7A「魚罐」前線戰鬥機
- 100架F-6C「農民」前線戰鬥機
- 70架F-5「壁畫」前線戰鬥機
- 1架B-5「小獵犬」戰術轟炸機
- 4架FR-6「農民」戰術偵察機
- 6架Li-2T「幼仔」軍用運輸機
- 13架Y-5「柯爾特」輕型運輸機
- 3架FT-6「農民」軍用教練機
- 8架FT-5「壁畫」軍用教練機
- 10架BT-6 Max軍用教練機
- 10架BT-6A Max軍用教練機
- 31架Z-5B「獵犬」運輸直升機
- 6架Z-5D「獵犬」貴賓運輸直升機

中國從蘇聯繼承了加迪爾空軍基地，並透過在山腰挖掘隧道的方式建造了該基地。這座類似隧道的基地可容納50架戰鬥機。
然而，1978年，中國開始積極向西方靠攏，開啟了改革開放。這標誌著兩國外交關係的終結，迫使阿爾巴尼亞自行生產燃料並建立維護設施。這種國產燃料經常導致事故。隨著1990年代初共產主義政權的垮台，阿爾巴尼亞空軍的戰備狀態逐漸下降。 1990年代末的暴動摧毀了多架飛機。 21世紀初，噴射機的戰備狀態進一步下降。隨後，空軍停止了傳統的噴射機編隊，並恢復了規模較小、以直升機為基礎的空軍阿爾巴尼亞空軍。

## 战机列表
| 战机                  | 略图 | 产地   | 类型           | 版本         | 数量 | 备注          |
| --------------------- | ---- | ------ | -------------- | ------------ | ---- | ------------- |
| 空中巴士A319          |      | 歐洲   | 政府專機       | A319-115(CJ) | 1    | 向土耳其租賃  |
| AW109直升机           |      | 義大利 | VIP            | A109C        | 1    |               |
| UH-1直升机            |      | 義大利 | 通用直升机     | AB205 A-1    | 5    |               |
| Bell 206直升机        |      | 義大利 | 通用直升机     | AB206 C-1    | 7    |               |
| 空中巴士H145直升機    |      | 法國   | 通用直升机     | H145M        | 1    |               |
| 欧直AS532美洲狮直升机 |      | 法國   | 中型通用直升机 | AS532 AL     | 2    | 多于3架预订中 |
| BO105通用直升机       |      | 德国   | 轻型通用直升机 | Bo 105E-4    | 6    |               |

## 其他飛機
- 三架 AS.350B 小松鼠多用途直升機
- 一架貝爾 222UT 多用途直升機
- 一架 Mi-8T Hip-C 運輸直升機
- 六架 UH-60A 黑鷹多用途直升機
- 六架 RQ-20 美洲豹無人偵察機
- 九架 Bayraktar TB2 攻擊無人機。

## 历史
- 1928 年：成立为皇家阿尔巴尼亚空军
- 1939年：第二次世界大战爆发，但由于国内情况，该部队并未部署。
- 1945年：战争结束，没有造成重大损失。
- 1948年：更名为阿尔巴尼亚空军。
- 1950年：苏联决定提供援助。
- 1951年：苏联提供5架Po-2教练机、12架Yak-9战斗机、4架Yak-18教练机。
- 1952年：紧急建造更多的飞行学校和机场。
- 1953年：苏联提供六架雅克-11教练机。
- 1954年：苏联提供24架米格-15bis战斗机和4架米格-15UTI教练机。
- 1955年：中国提供4架FT-2教练机，捷克斯洛伐克提供4架CS.102教练机。
- 1956年：中国提供8架F-2战斗机，苏联提供1架伊尔-14M运输机。
- 1957年：苏联接收一架伊尔-28轰炸机、三架米-1直升机和四架米-4A直升机。
- 1958年：苏联提供六架雅克-18A教练机。
- 1959年：苏联提供三架米格-19S和12架米格-19PM战斗机。
- 1960年：俄罗斯与苏联关系逐渐恶化，转而支持中国。
- 1961年：中国提供8架FT-5教练机。同苏联断绝外交关系。
- 1962年：中国提供12架米格-17战斗机和BT-6教练机。
- 1963年：中国提供13架运5轻型运输机。将提供额外的 BT-6 教练机。
- 1964年：中国提供11架FT-2教练机。将提供额外的 BT-6 教练机。
- 1965年：此时 BT-6 教练机数量达到 10 架。 F-6C 战斗机开始交付。
- 1966年：开始供应F-5战斗机。开始交付更多的 BT-6A 教练机。直5运输直升机开始交付。
- 1967年：提供额外的 F-5 战斗机。增加歼-6C战斗机和直-5运输直升机的供给。
- 1968年：提供额外的F-5战斗机。增加歼-6C战斗机和直-5运输直升机的供给。
- 1969年：提供12架F-7A战斗机。还将提供额外的Z-5运输直升机。
- 1970年：提供额外的Z-5运输直升机。
- 1971年：中国提供一架B-5轰炸机。还将提供额外的Z-5运输直升机。还将提供额外的F-6C战斗机。将提供额外的 BT-6A 教练机。
- 1972年：此阶段歼-6C战斗机达到102架，歼-6教练机、FR-6侦察机达到4架。
- 1973年：此时BT-6A教练机总数达到20架。
- 1974年：此时直5运输直升机的数量已达37架。
- 1975年：提供18架F-6A战斗机。
- 1976年：F-5战斗机数量达到70架。
- 1978年：与中国断绝外交关系。
- 2003年：提供七架AB.205A-1通用直升机和七架AB.206C-1通用直升机。
- 2006年：提供六架Bo.105E直升机。
- 2009年：开始交付AS532AL Cougar运输直升机。
- 2012年：交付更多AS532AL Cougar运输直升机。
- 2013年：交付更多AS532AL Cougar运输直升机。
- 2014年：法国提供两架EC145直升机。最后一架 AS532AL Cougar 运输直升机即将交付，这样 AS532AL Cougar 的总数就达到四架。
- 2020年：美国将提供三架S-70黑鹰直升机。
- 2022 年：土耳其将提供三辆 Bayraktar TB2。